# Gibraltar Football Club
El Gibraltar Football Club fou un club de futbol de Gibraltar.
El club va ser fundat el novembre 1893, essent un dels primers clubs civils de futbol de la zona, juntament amb Prince of Wales F.C.; fins aleshores el futbol el practicaven els membres de les forces militars britàniques. Els fundadors del club eren practicants de criquet que cercaven un esport a practicar durant l'hivern. El Gibraltar fou el primer campió de la Merchants' Cup l'any 1895, i repetint campionat de lliga el 1923–24.

## Palmarès

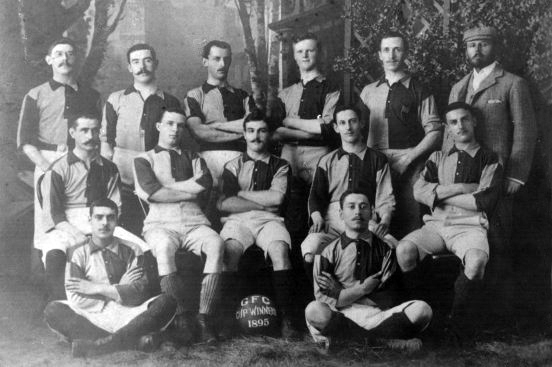
Gibraltar FC el 1895.

- Lliga de Gibraltar:[2]

1923-24
- Rock Cup:[3]

1894–95